# L'Orphelin de Paris
L'Orphelin de Paris è un serial muto del 1924 diretto da Louis Feuillade.

## Trama

### Episodi
1. Un détective de 15 ans
2. Un secret de famille
3. Sur la piste
4. L'Homme de la montagne
5. Bas le masque
6. L'Abîme

## Produzione
Il film fu prodotto dalla Société des Etablissements L. Gaumont

## Distribuzione
Distribuito dalla Société des Etablissements L. Gaumont, uscì nelle sale cinematografiche francesi il 4 aprile 1924. In Portogallo, il film prese il titolo O Pequeno Detective, uscendo il 31 agosto 1925.